# Penicillium caerulescens
Penicillium caerulescens är en svampart som beskrevs av Quintan. 1983. Penicillium caerulescens ingår i släktet Penicillium och familjen Trichocomaceae.   Inga underarter finns listade i Catalogue of Life.